# Etat batalionu ON typ III
Etat batalionu ON typ III tzw. „śląski” – etat pododdziału piechoty Wojska Polskiego II RP.

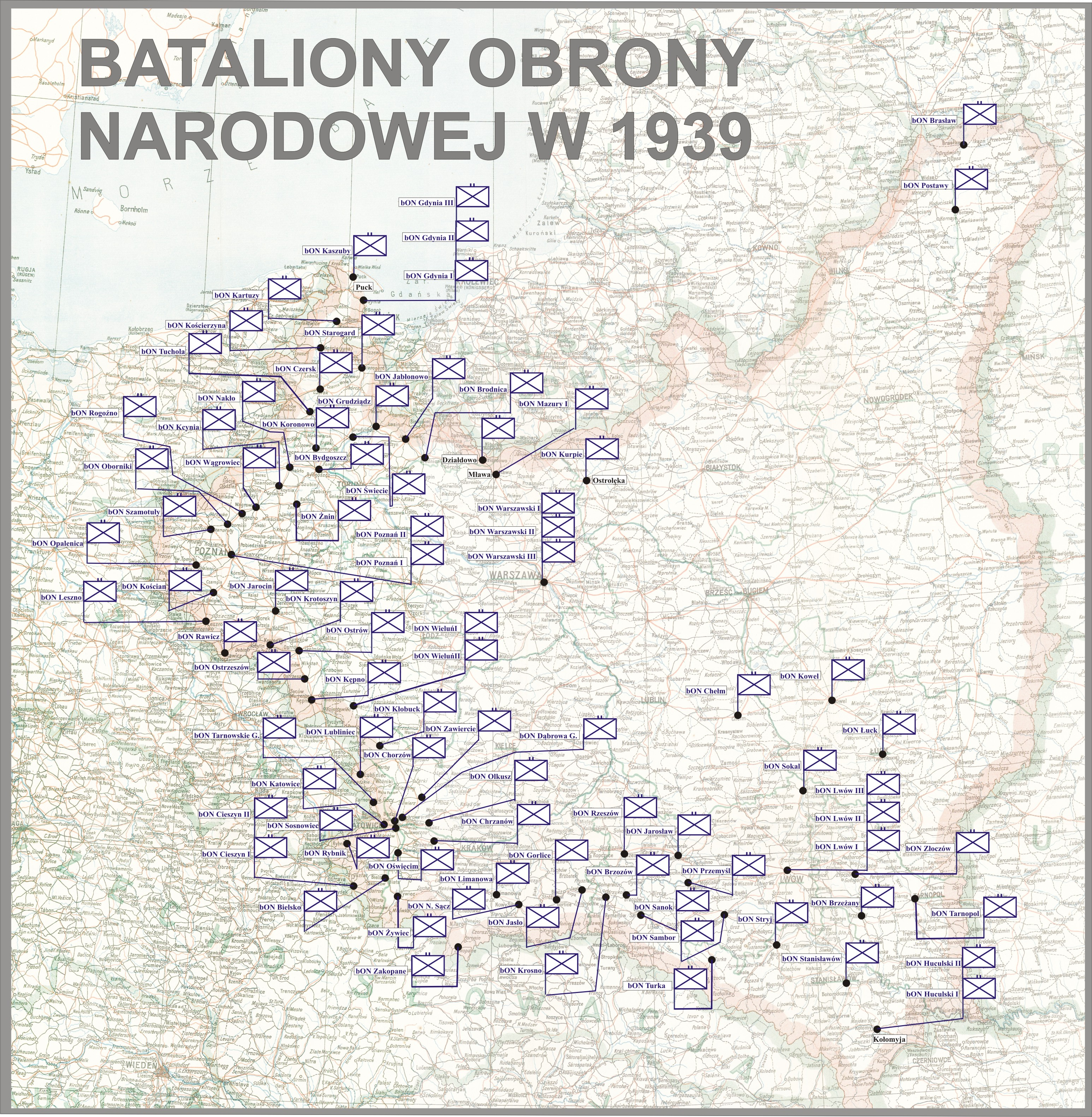
Obrona Narodowa w 1939

Etat batalionu Obrony Narodowej typ III wprowadzony został na podstawie rozkazu L.dz. 1600/Tjn. szefa Departamentu Piechoty Ministerstwa Spraw Wojskowych z 27 kwietnia 1939 o utworzeniu nowych brygad ON oraz o zorganizowaniu nowych jednostek w istniejących brygadach ON. 
Do wybuchu II wojny światowej przeformowano 9 pododdziałów tego typu. Wszystkie, z wyjątkiem II Cieszyńskiego, zostały utworzone w roku 1937. Ich stany liczebne oraz uzbrojenie i wyposażenie było niemal równorzędne z czynnymi batalionami piechoty. W planie mobilizacyjnym „W” pododdziały te oznaczono kolejnymi numerami od 50 do 58 i zakładano, że wejdą w skład trzech rezerwowych pułków piechoty: 201, 202 i 203:
- Batalion Piechoty Nr 50 mob. na bazie Bielskiego batalionu ON,
- Batalion piechoty nr 51 mob. bazie Zawieciańskiego batalionu ON,
- Batalion piechoty nr 52 mob. na bazie Oświęcimskiego batalionu ON,
- Batalion piechoty nr 53 mob. na bazie Sosnowieckiego batalionu ON,
- Batalion piechoty nr 54 mob. na bazie Rybnickiego batalionu ON,
- Batalion piechoty nr 55 mob. na bazie Katowickiego batalionu ON,
- Batalion piechoty nr 56 mob. na bazie Tarnogórskiego batalionu ON,
- Batalion piechoty nr 57 mob. na bazie I Cieszyńskiego batalionu ON,
- Batalion piechoty nr 58 mob. na bazie II Cieszyńskiego batalionu ON[1]

Struktura organizacyjna batalionu ON typ III tzw. „śląski”:
- poczet dowódcy
- oddział łączności
  - 3 patrole telefoniczne
  - 2 patrole sygnałów optycznych
  - patrol kolarzy
- sekcja sanitarna (oficer lekarz + 2 podoficerów sanitarnych + 4 sanitariuszy)
- drużyna gospodarcza
- 1 kompania strzelecka
  - poczet dowódcy
  - sekcja granatników
  - drużyna gospodarcza
  - 3 plutony strzeleckie a. 3 drużyny (w 1 drużynie był rkm)
- 2 kompania strzelecka
  - poczet dowódcy
  - sekcja granatników
  - drużyna gospodarcza
  - 3 plutony strzeleckie a. 3 drużyny (w 1 drużynie był rkm)
- 3 kompania strzelecka
  - poczet dowódcy
  - sekcja granatników
  - drużyna gospodarcza
  - 3 plutony strzeleckie a. 3 drużyny (w 1 drużynie był rkm)
- pluton karabinów maszynowych i broni towarzyszącej
  - poczet dowódcy
  - 3 drużyny
  - działon moździerza
- pluton pionierów
  - drużyna pionierów
  - drużyna pionierów specjalna przeciwgazowa
- oddział zwiadowców a 3 drużyny kolarzy

Stan osobowy batalionu ON typ III liczył 608 (611) żołnierzy:
- 18 oficerów, w tym 14 oficerów rezerwy
- 130 (133) podoficerów, w tym 122 podoficerów rezerwy
- 460 szeregowców rezerwy

Zgodnie z etatem batalion miał być uzbrojony w:
- 30 pistoletów
- 333 karabiny
- 213 karabinków
- 6 granatników wz. 1936
- 9 ręcznych karabinów maszynowych
- 3 ciężkie karabiny maszynowe
- 1 moździerz piechoty wz. 1931

Bataliony ON typ III po ujęciu w planie mobilizacyjnym przezbrojone zostały w broń produkcji polskiej. Były to najlepiej uzbrojone bataliony, w niczym nie ustępujące batalionom piechoty wojska stałego.
Na etatowe wyposażenie pododdziału składały się:
- 46 koni taborowych
- 5 wozów
- 10 biedek
- 3 kuchnie polowe
- 1 samochód ciężarowy
- 4 motocykle
- 48 rowerów